# Bulbophyllum rauhii
Bulbophyllum rauhii é uma espécie de orquídea (família Orchidaceae) pertencente ao gênero Bulbophyllum. Foi descrita por Jean Marie Bosser  em 1961.